# Stuart Stone
 (juin 2021).
Stuart Stone est un acteur, producteur et compositeur canadien, né le 17 novembre 1980 à Thornhill, en Ontario (Canada).

## Filmographie

### comme acteur
- 1984 : Heavenly Bodies : Joel
- 1987 : My Pet Monster (série télévisée) : Chuckie (voix)
- 1987 : Blue Monkey : Joey
- 1989 : Le Triomphe de Babar (Babar: The Movie) : Arthur (voix)
- 1992 : Used People : Cousin Stevie
- 1993 : Les Crocs malins (Dog City) (série télévisée) : Eddie (voix)
- 1994 : Highlander (Highlander: The Animated Series) (série télévisée) : Various (voix)
- 1995 : Chair de poule (Goosebumps) (TV) : Brian Colson
- 1996 : Flash Forward (série télévisée) : Jack Debbens
- 1996 : Voies de fait (What Kind of Mother Are You?) : Steven Hyler
- 1997 : The Boys Club : Brad
- 1997 : Rescuers: Stories of Courage: Two Women (en) (TV) : Aaron Weinstock
- 1998 : Fait Accompli : Nick
- 1999 : Vendetta (TV) : Tony Provenzano
- 2000 : Damaged Goods (TV)
- 2000 : The Independent (en) : Jack Barth
- 2001 : Da Mob (série télévisée) : JT (voix)
- 2001 : Donnie Darko : Ronald Fisher
- 2001 : Une virée en enfer (Joy Ride) de John Dahl : Danny, Lewis' Roommate
- 2002 : Sorority Boys : Valet
- 2004 : Serial Killing 4 Dummys : Amil
- 2006 : Pope Dreams : Fox
- 2007 : Kickin' It Old Skool : DJ Tanner
- 2008 : Bitten : Twitch
- 2009 : 2 Dudes & A Dream : Barry Swift
- 2013 : La Résurrection
- 2015 : Une virée en enfer 4 (Joy Ride 4) de ?? ??l : Danny

### comme producteur
- 2006 : Jamie Kennedy: Unwashed (vidéo)

### comme compositeur
- 2006 : Jamie Kennedy: Unwashed (vidéo)
- 2008 : Bitten

### comme comédien de doublage
Les aventures de Super Mario bros 3. : Lemmy Koopa, voix additionnelle.